# Саут-Патрик-Шорс (Флорида)
Саут-Патрик-Шорс (англ. South Patrick Shores) — статистически обособленная местность, расположенная в округе Бревард (штат Флорида, США) с населением в 5875 человек по статистическим данным переписи 2010 года.

## География
По данным Бюро переписи населения США статистически обособленная местность Саут-Патрик-Шорс имеет общую площадь в 9,84 квадратных километров, из которых 5,44 кв. километров занимает земля и 4,4 кв. километров — вода. Площадь водных ресурсов округа составляет 44,72 % от всей его площади.
Статистически обособленная местность Саут-Патрик-Шорс расположена на высоте уровня моря.

## Демография
По данным переписи населения 2000 года в Саут-Патрик-Шорс проживало 8913 человек, 2668 семей, насчитывалось 3563 домашних хозяйств и 4197 жилых домов. Средняя плотность населения составляла около 905,79 человек на один квадратный километр. Расовый состав населённого пункта распределился следующим образом: 90,44 % белых, 3,65 % — чёрных или афроамериканцев, 0,53 % — коренных американцев, 2,09 % — азиатов, 0,06 % — выходцев с тихоокеанских островов, 2,31 % — представителей смешанных рас, 0,93 % — других народностей. Испаноговорящие составили 4,97 % от всех жителей статистически обособленной местности.
Из 3563 домашних хозяйств в 31,7 % воспитывали детей в возрасте до 18 лет, 63,9 % представляли собой совместно проживающие супружеские пары, в 7,8 % семей женщины проживали без мужей, 25,1 % не имели семей. 20,9 % от общего числа семей на момент переписи жили самостоятельно, при этом 11,1 % составили одинокие пожилые люди в возрасте 65 лет и старше. Средний размер домашнего хозяйства составил 2,50 человек, а средний размер семьи — 2,89 человек.
Население статистически обособленной местности по возрастному диапазону по данным переписи 2000 года распределилось следующим образом: 24,0 % — жители младше 18 лет, 5,3 % — между 18 и 24 годами, 29,0 % — от 25 до 44 лет, 22,3 % — от 45 до 64 лет и 19,4 % — в возрасте 65 лет и старше. Средний возраст жителей составил 40 лет. На каждые 100 женщин в Саут-Патрик-Шорс приходилось 97,8 мужчин, при этом на каждые сто женщин 18 лет и старше приходилось 93,9 мужчин также старше 18 лет.
Средний доход на одно домашнее хозяйство статистически обособленной местности составил 48 197 долларов США, а средний доход на одну семью — 53 231 доллар. При этом мужчины имели средний доход в 36 358 долларов США в год против 26 535 долларов среднегодового дохода у женщин. Доход на душу населения статистически обособленной местности составил 48 197 долларов в год. 3,8 % от всего числа семей в населённом пункте и 4,6 % от всей численности населения находилось на момент переписи населения за чертой бедности, при этом 7,7 % из них были моложе 18 лет и 2,2 % — в возрасте 65 лет и старше.